# 東彼杵町
東彼杵町（日语：／ Higashisonogi chō */?）是位于日本長崎縣中部的城鎮，屬東彼杵郡。
過去曾經盛行捕鯨業，現在的主要產業為漁業與農業。

## 地理

### 隣接市町村
- 東彼杵郡川棚町
- 大村市
- 佐賀縣嬉野市

## 历史
過去為長崎街道的宿場。

### 年表
- 1889年4月1日：實施町村制，現在的轄區在當時分屬：彼杵村與千綿村。
- 1940年11月3日：彼杵村改制為彼杵町。
- 1959年5月1日：彼杵町與千綿村合併為東彼杵町。

### 變遷表
| 1889年以前 | 1889年4月1日 | 1889年 - 1926年 | 1926年 - 1944年 | 1926年 - 1944年      | 1945年 - 1989年       | 1989年 - 現在         | 現在                  |
| ---------- | ------------ | --------------- | --------------- | -------------------- | --------------------- | --------------------- | --------------------- |
|            | 彼杵村       | 彼杵村          | 彼杵村          | 1940年11月3日 彼杵町 | 1969年5月1日 東彼杵町 | 1969年5月1日 東彼杵町 | 1969年5月1日 東彼杵町 |
|            | 千綿村       |                 |                 |                      | 1969年5月1日 東彼杵町 | 1969年5月1日 東彼杵町 | 1969年5月1日 東彼杵町 |

## 交通

### 鐵路
- 九州旅客鐵道
  - 大村線：彼杵車站 - 千綿車站

### 道路
高速道路
- 長崎自動車道：東彼杵交流道 - 大村灣休息區

## 觀光景點
- 日本二十六聖人乘船場遺跡

## 本地出身之名人
- 大平成一：職業棒球選手
- 仲里依紗：女演員、模特兒

## 外部連結
- （日語） 東彼杵町商工會 （页面存档备份，存于）